# Sofijiwka (rejon niżyński)
Sofijiwka (ukr. Софіївка) – wieś na Ukrainie, w obwodzie czernihowskim, w rejonie niżyńskim. W 2001 liczyła 331 mieszkańców.